# نورمان كارل غاديس
نورمان كارل غاديس (بالإنجليزية: Norman C. Gaddis)‏ هو ضابط أمريكي، ولد في 30 سبتمبر 1923 في داندريدج في الولايات المتحدة.